# Micha Fehre
Micha Sebastian Fehre (* 18. April 1997 in Ingolstadt) ist ein deutscher Politiker (AfD). Er ist Mitglied des 21. Deutschen Bundestags.

## Leben
Micha Fehre ist nach eigenen Angaben Unternehmer und Geschäftsführer und lebt in Hannover.

## Politischer Werdegang
Fehre ist Mitglied der Alternative für Deutschland. Er trat bei der Bundestagswahl 2025 als Direktkandidat für den Bundestagswahlkreis Stadt Hannover II an und bekam 10,2 % der Erststimmen. Er zog über den siebten Listenplatz der niedersächsischen Landesliste in den Bundestag ein.